# Megadontomys
Genre
Megadontomys est un genre de rongeurs de la famille des Cricétidés. Les 3 espèces de ce genre sont endémiques au Mexique et sont considérées comme en danger par l'UICN.

## Liste des espèces
Selon Mammal Species of the World (version 3, 2005)  (13 mars 2016) et ITIS (13 mars 2016) :
- Megadontomys cryophilus (Musser, 1964)
- Megadontomys nelsoni (Merriam, 1898)
- Megadontomys thomasi (Merriam, 1898)